# Favaro Veneto
Favaro Veneto és una part urbana de la comuna (ciutat) de Venècia, a la província de Venècia, Vèneto, al nord-est d'Itàlia .
És el centre del municipi de Favaro Veneto (Municipalità di Favaro Veneto) que cobreix les ciutats de Ca'Noghera, Ca'Solaro, Campalto, Dese i Tessera .
Tot el municipi tenia 23.753 habitants l'any 2010.